# Ambasada Stanów Zjednoczonych w Jerozolimie
Ambasada Stanów Zjednoczonych w Jerozolimie (ang. The Embassy of the United States of America in Jerusalem, hebr. שגרירות ארצות הברית בישראל, Szagrirut Aracot ha-Brit B’Jisra’el) – misja dyplomatyczna Stanów Zjednoczonych Ameryki w Państwie Izrael.
14 kwietnia 2018 prezydent Donald Trump, wykonując ustawę o ambasadzie w Jerozolimie z 1995, przeniósł ją do Jerozolimy. Decyzja ta spotkała się z protestami na świecie, głównie w krajach arabskich. Zgromadzenie Ogólne Organizacji Narodów Zjednoczonych w grudniu 2017 przeważającą większością głosów przyjęło uchwałę domagającą się wycofania przez prezydenta Trumpa z planów przenosin placówki.
W miejscu dawnej ambasady w Tel Awiwie mieści się od 2018 Oddział Ambasady Stanów Zjednoczonych w Tel Awiwie (ang. Tel Aviv Branch Office of the Embassy of the United States).